# Ламбер Сігісбер Адам
Ламбер Сігісбер Адам (фр. Lambert Sigisbert Adam; 10 жовтня 1700, Нансі, Лотарингія — 13 травня 1759, Париж) — французький скульптор доби пізнього французького бароко та рококо.

## Біографія
Народився у місті Нансі, тоді герцогство Лотарингія. Походив з родини скульпторів. Його батько Яків Сігісбер Адам (1670—1747), в родині було три сини, Ламбер Сігісбер був найстаршим. Перші художні навички здобув у майстерні батька в місті Мец. Згодом стажувався в майстерні скульптора Франсуа Дюмона (1688—1726).
1723 року він виграв Гран Прі, що надало право навчатися у Французькій академії в Римі.

## Десять років в Римі
Перебування в Римі означено вивченням творів італійських скульпторів 17 століття, перш за все Лоренцо Берніні. Пафосний стиль Берніні та римського бароко помітно вплинули на художню манеру французького скульптора, але в полегшеному варіанті.
Перебування в Римі розтяглося на десять років. Там же молодий митець зустрів першого впливового мецената. Ним став французький кардинал Мельхіор де Поліньяк. Для Поліньяка Ламбер Сігісбер виконав копії античних скульптур. В Римі він також почав займатися реставрацією античних скульптур.
Серед творів цього періоду — рельєф по замові Орсіні для власної каплиці в Сан Джованні ін Латерано та участь у конкурсі на створення фонтана ді Треві. Скультурна група для фонтана Треві була серед кращих, але в замову на реалізацію проекту втрутився папа римський Климент XII. Голова Втикану настояв, щоби реалізацію проекту передали італійському архітекторові Ніколо Сальві.
За сприяння кардинала та за майстерність 1732 року його обрали у римську Академію Сан Лука.

## Твори зрілого періоду
Скульптор повернувся у Париж. 1737 року він подав у Королівську академію модель скульптурної групи «Нептун, що заспокоює хвилі моря» і став її членом.
В Парижі Ламбер Сігісбер Адам виконав декоративні скульптури для головного фасаду палацу Субіз, над декором котрого попрацював ще один лотарингець, уславлений архітектор і дизайнер інтер'єрів Жермен Бофран.
Згодом скульптор почав отримувати замови і від впливових французьких меценатів. Так, він створив алегоричну скульптуру «Поезія» у пару до «Музики», що були призначені для декорування палацу Бельвю у Медоні для офіційної фаворитки короля маркізи де Помпадур. Скульптуру «Алегорія Музики» для її палацу Бельвю створив Етьєн Моріс Фальконе.
Відтоді скульптор почав отримувати замови і від короля Франції. Його залучили до створення фонтанів в королівських декоративних парках. Серед творів цього періоду «Алегорії річок Сени та Марни» для парку палацу Сен Клу та пишна скульптурна група «Нептун і Амфітріта» для парку Версаль.
Менш вдалими були портретні скульптури — серед них ідеалізований портрет французького короля Луї XIV та німецького генерала Курта Крістофа фон Шверин.
В той період декоруванням скульптурами регілярних садів займався також король Пруссії Фрідріх II. Для короля Пруссії була виконана скульптура «Алегорія Повітря», котра прикрасила сад палацу Сан Сусі.

## Неповний перелік творів скульптора
- «Нептун, що заспокоює хвилі моря»
- «Німфа і Тритон»
- «Марс і амур»
- «Алегорія Поезії»
- «Алегорія Повітря»
- «Алегорії річок Сени та Марни»
- «Дві німфи з чаплею»
- «Нептун і Амфітріта»
- «Святий Єронім»
- "Явлення Мадонни св. Андреа Орсіні "

## Обрані твори (галерея)

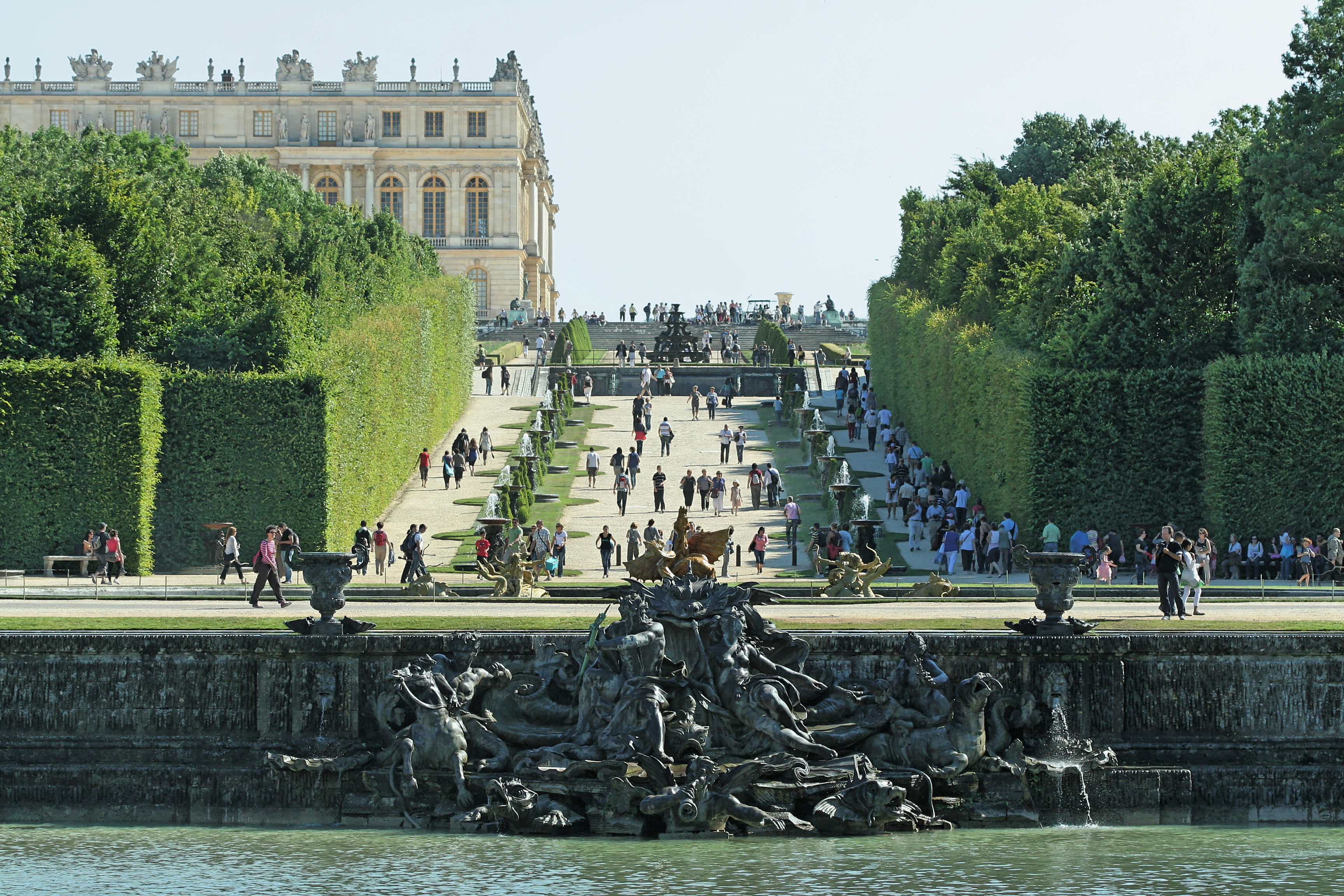
Ламбер Сігісбер Адам. Фонтанна група «Нептун і Амфітріта», парк Версаль

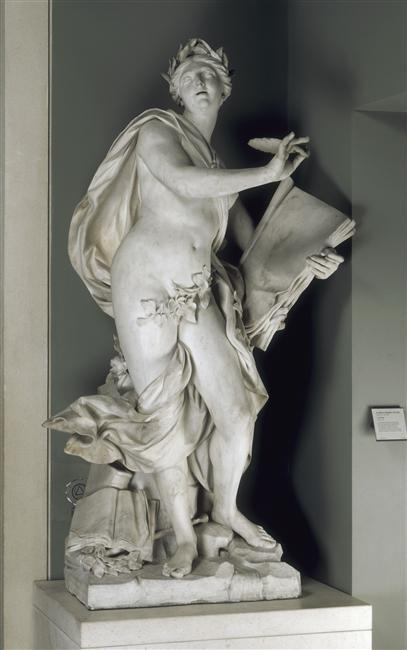
Ламбер Сігісбер Адам. «Алегорія Поезії», Лувр, Париж.

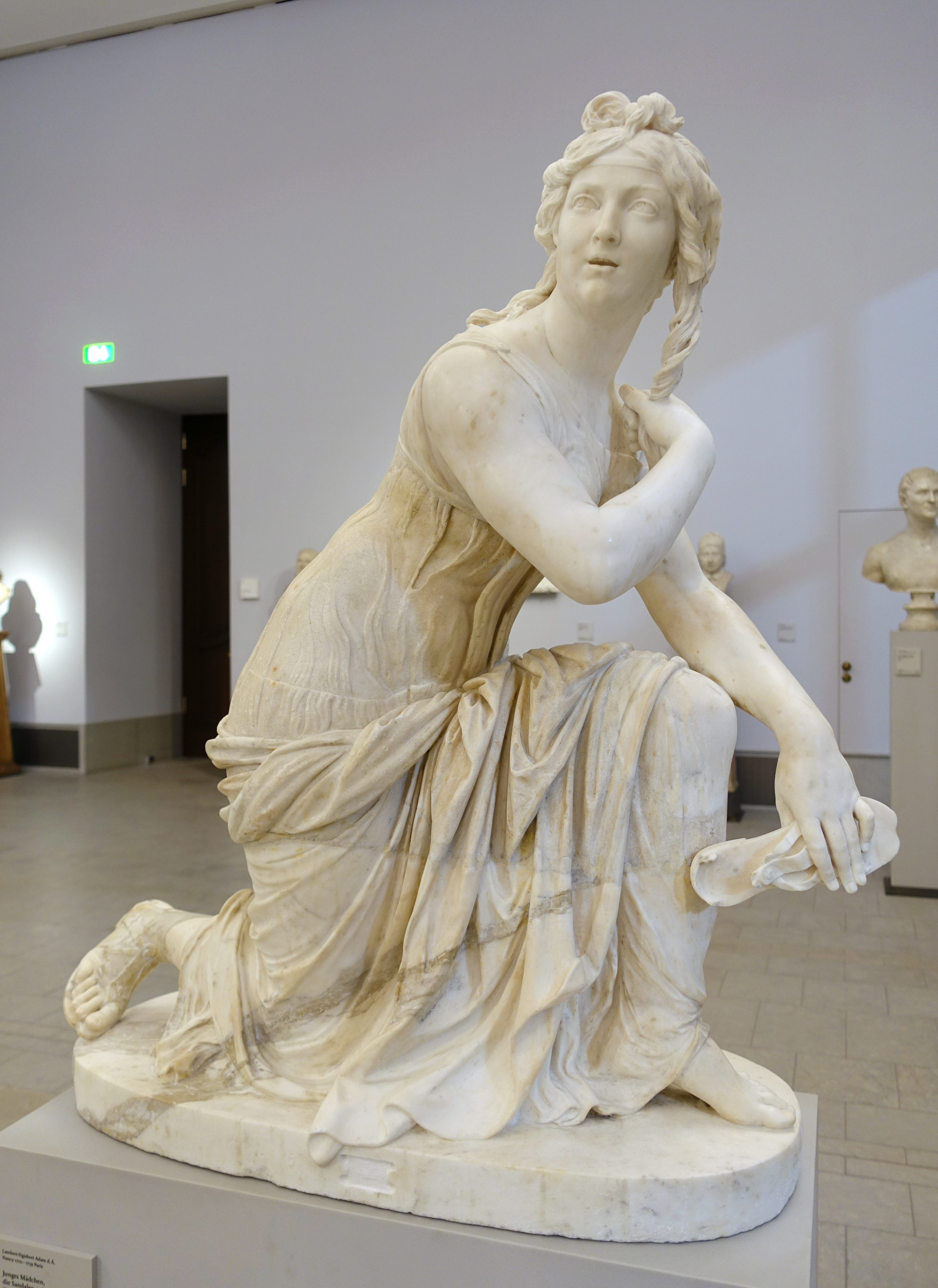
Ламбер Сігісбер Адам. «Молода дівчина з сандалією», Боде Музей, Берлін.
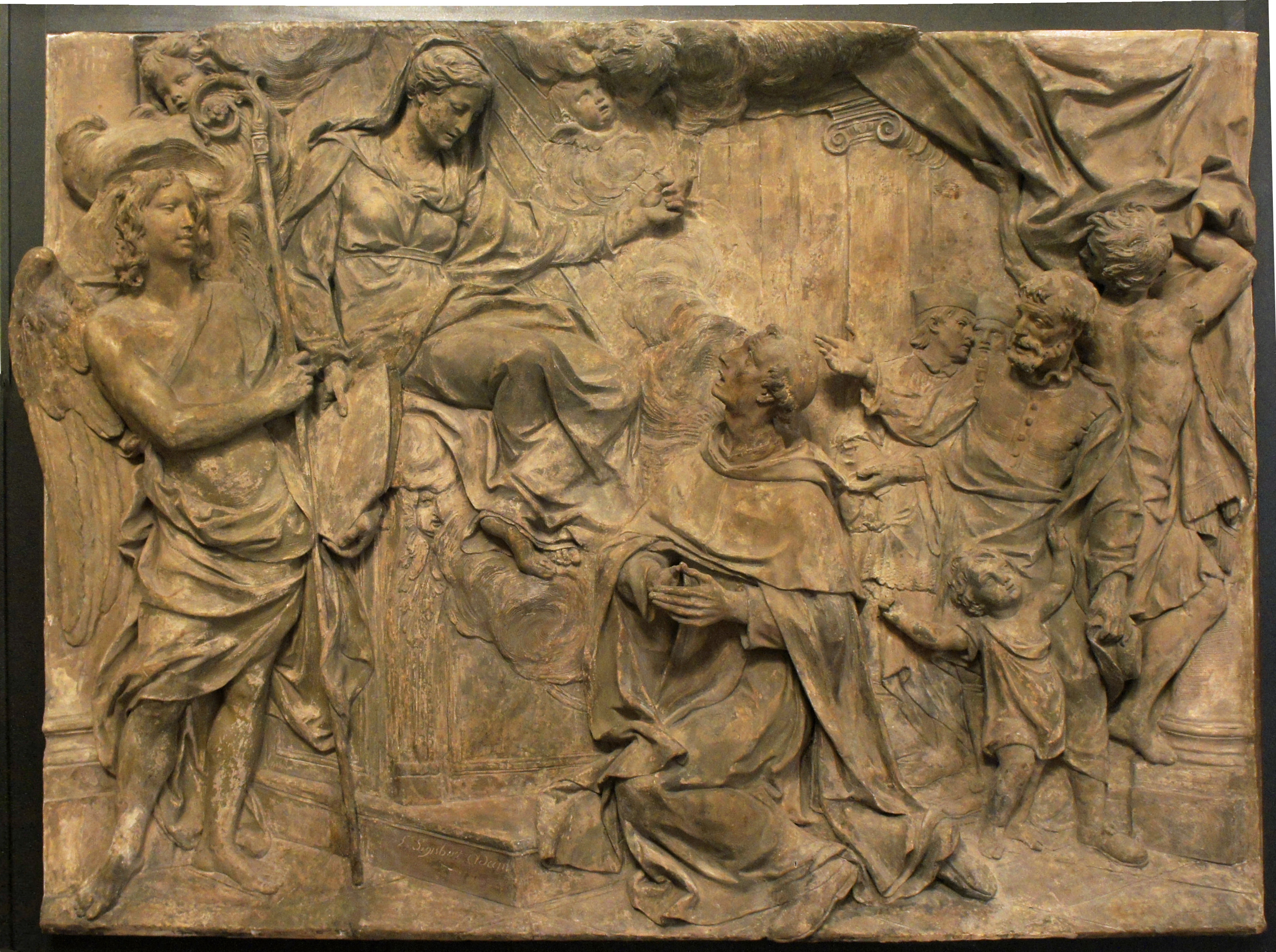
Ламбер Сігісбер Адам. «Богородиця в славі» («Явлення Мадонни св. Андреа Орсіні») , теракота, рельєф
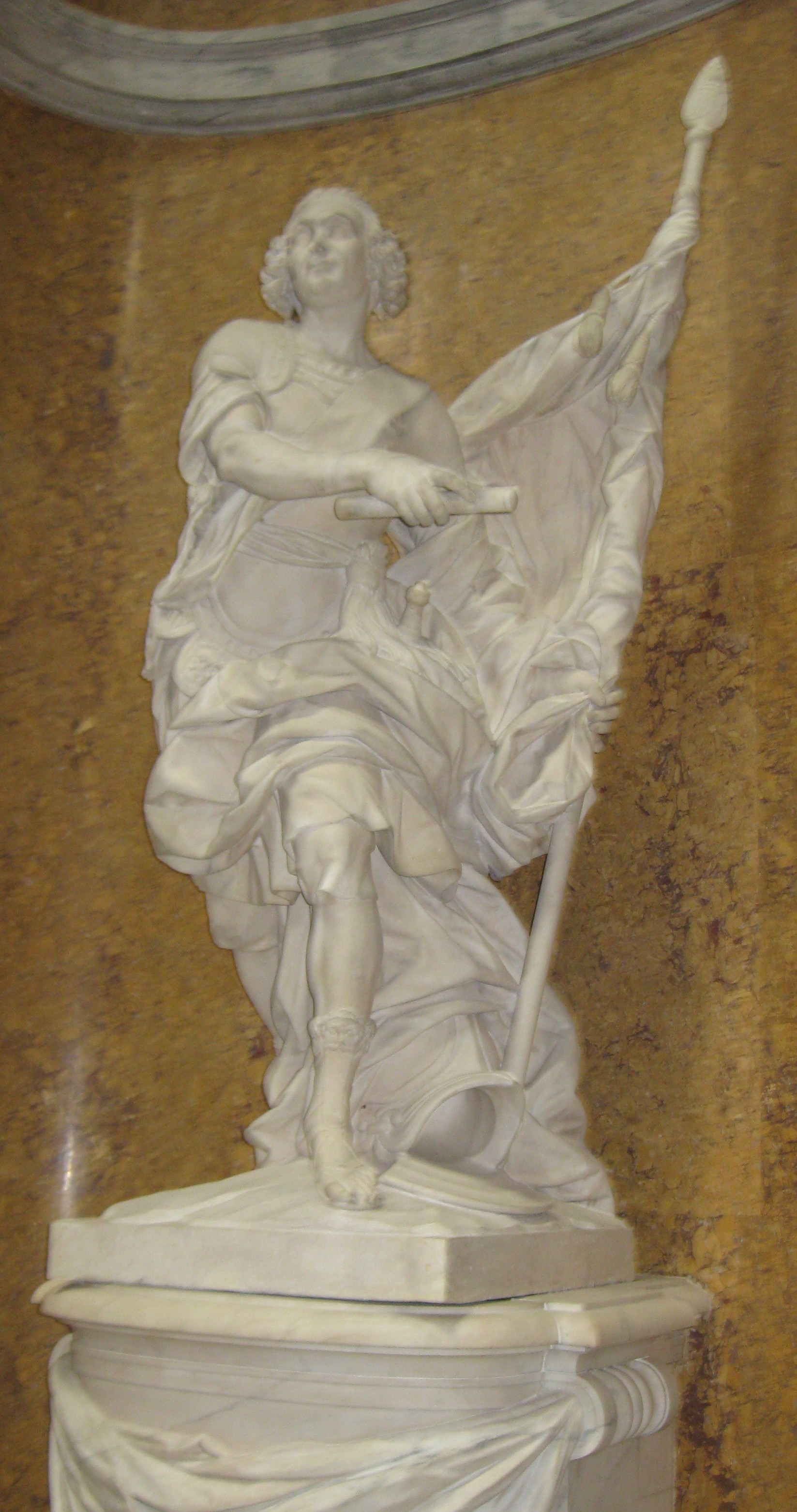
Ламбер Сігісбер Адам. «Генерал Курт Крістоф фон Шверин» (у повний зріст)
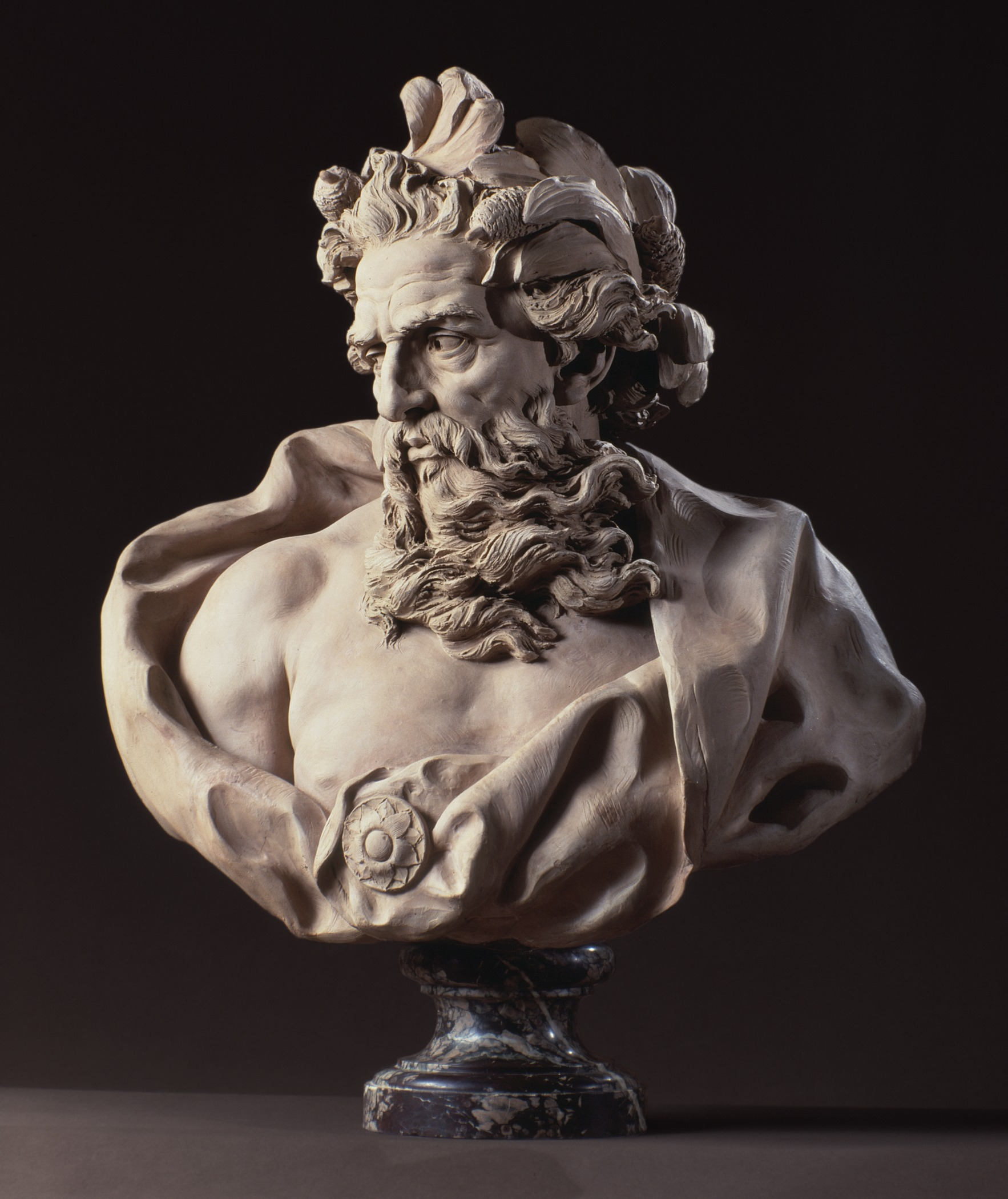
Ламбер Сігісбер Адам. «Погруддя Нептуна», теракота, Каліфорнія, США